# Flagge Kirgisistans
Die Flagge Kirgisistans wurde 1992 angenommen und 2023 modifiziert.

## Symbolik
Die Nationalflagge Kirgisistans zeigt auf rotem Hintergrund eine gelbe Sonne mit 40 Strahlen. Die Farbe Rot steht für das Banner des kirgisischen Nationalhelden Manas, die 40 Strahlen der Sonne für die 40 Stämme der Kirgisen. Im Zentrum der Sonne ist ein roter Ring dargestellt, der zweimal von jeweils vier Linien durchkreuzt wird. Diese Linien sind eine stilisierte Darstellung der Krone (Tündük) einer traditionellen kirgisischen Jurte. Die Sonne, die durch die Dachöffnung der Jurte scheint, ist symbolisch für das, was man zuerst sieht, wenn man in einer Jurte aufwacht.
Neben der Nationalflagge existieren noch eine Präsidentenflagge, auf der das Staatswappen in Gold abgebildet ist, eine Regierungsflagge, auf der das Staatswappen in Blau abgebildet ist, und eine Armeeflagge, auf der ein Motto sowie ein Adler abgebildet sind.
- Präsidentenflagge
- Regierungsflagge

Präsidentenflagge
Regierungsflagge
Armeeflagge

## Geschichte

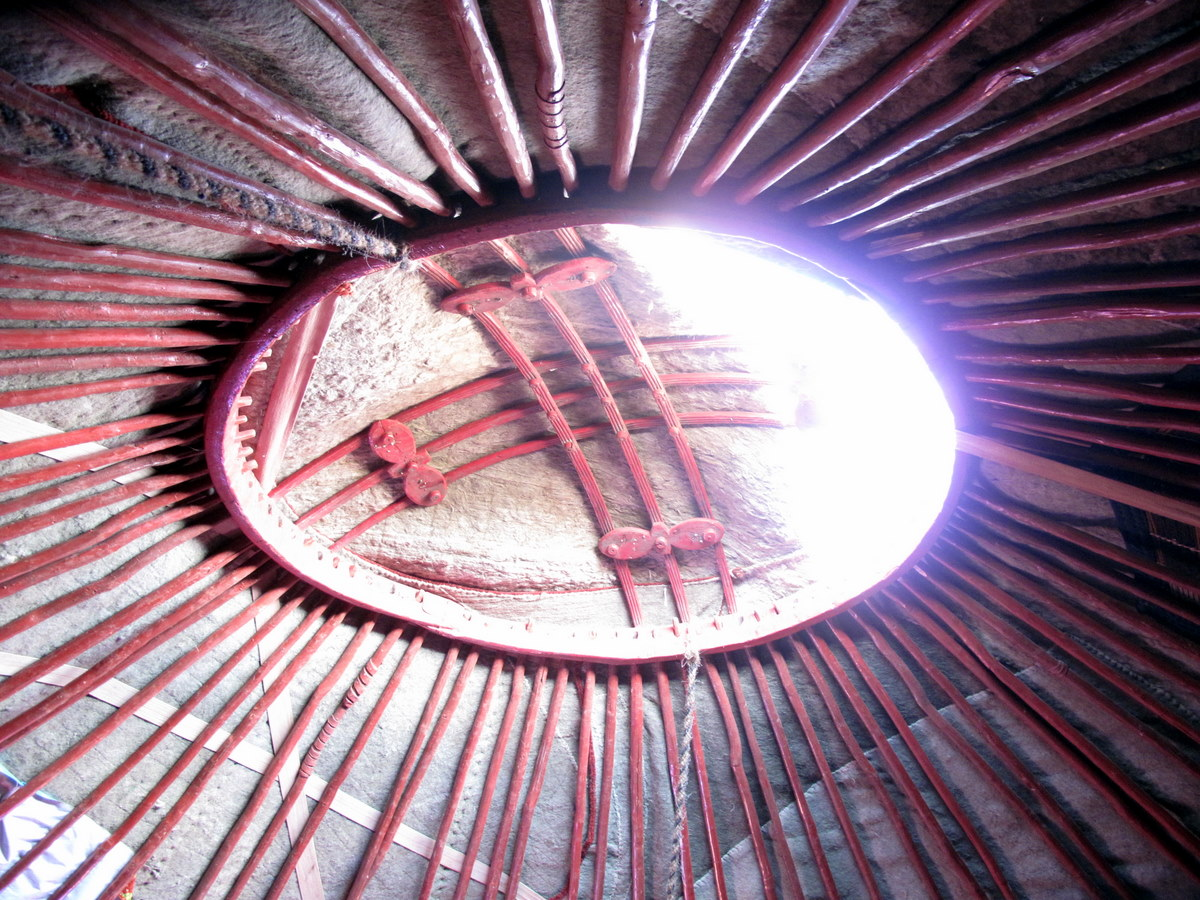
Tündük, Krone einer kirgisischen Jurte

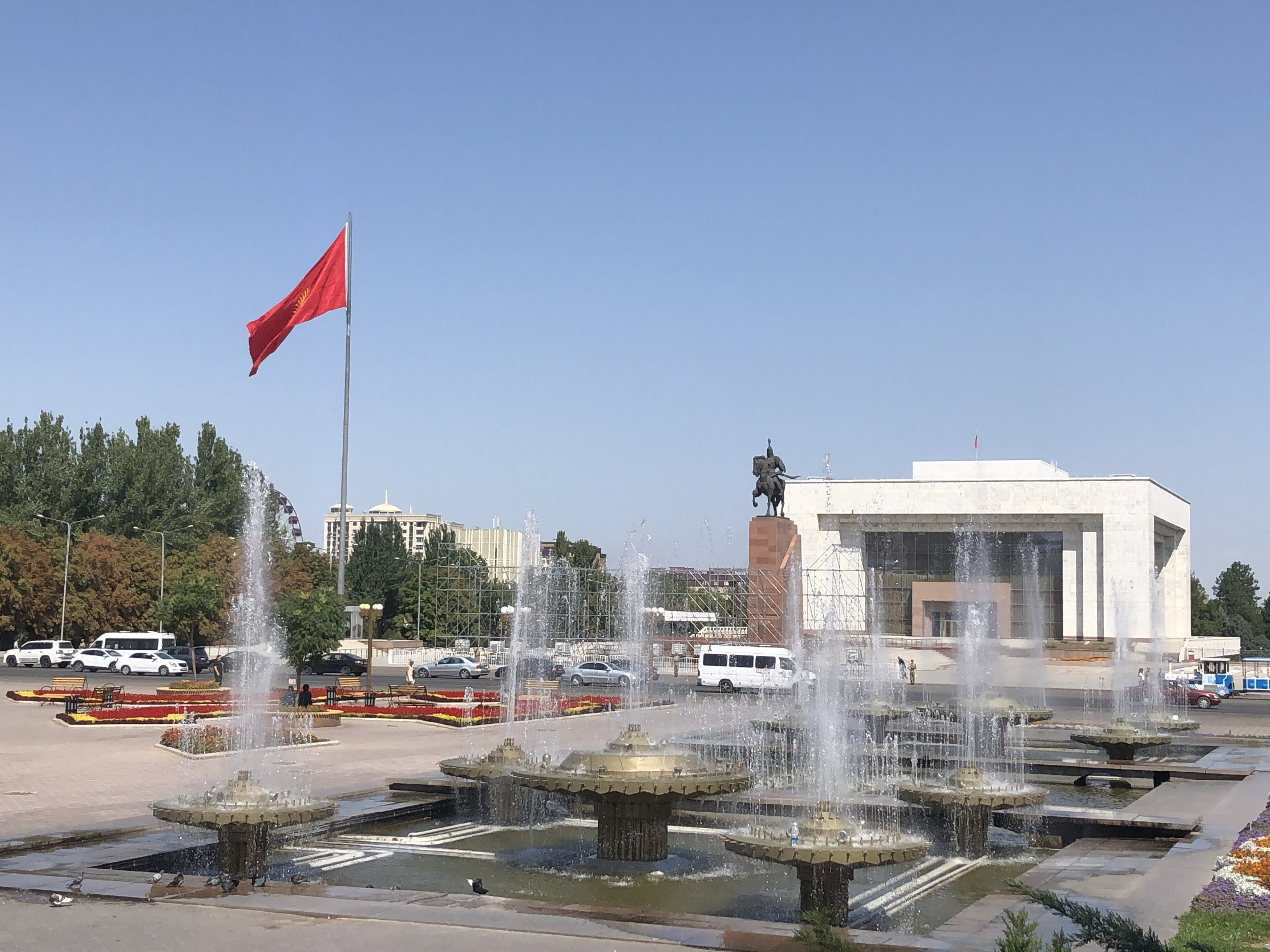
Ala-Too-Platz in Bischkek

Das seit der Bronzezeit besiedelte Land führte im Laufe der Geschichte mehrere Flaggen. Mit der Schaffung des Khanates Kokand erhielt das Stammvolk seinen eigenen Staat, der jedoch 1876 von Russland erobert wurde. Unter den Russen wurde das Gebiet Kirgisistans mit den übrigen zentralasiatischen Khanaten zum Generalgouvernement Turkestan zusammengefasst, und dieses führte eine Flagge, die der osmanischen nachempfunden war: Ein neunmal rot-weiß geteiltes Tuch, dem zwischen Streifen 3 und 7 ein rotes Feld aufgelegt und in dem ein weißer Halbmond mit Stern war. Dies zeigte dem Betrachter an, dass die Bevölkerung Turkestans überwiegend turkstämmiger Herkunft waren.
Mit dem Zusammenbruch des Russischen Reiches (1917) wurde dieses Khanat erneut unabhängig, und es gab sich eine Flagge, die eindeutig türkisch beeinflusst war: Eine waagerecht rot-blau gestreifte Flagge, der ein weißer Halbmond mit Stern aufgelegt war. Auch bei dieser Flagge war die Bedeutung eindeutig: Rot-Blau stand für die Vermischung der Mongolen mit den Türken, und als deren Erben sahen sich die damaligen Kara-Kirgisen.
Mit der Gründung der UdSSR wurde Kirgisistan Teil der Autonomen Sowjetrepublik Turkestan; deren Flagge war das Rote Tuch der Kommunisten, im Obereck ein goldeingefaßtes rotes Feld mit den Initialen des Staatsnamens in arabischen Schriftzeichen. Nach Auflösung der ASSR Turkestan (1924) wurde nun im Rahmen Russlands die Kirgisische ASSR gegründet, die neben Kirgisistan auch das spätere Kasachstan umfasste. Flagge dieser ASSR wurde die der Russischen Provinz Turkestan, von nun an teilte Kirgisistan die Flaggengeschichte Kasachstans. Mit der Verfassung von 1936 wurde die eigenständige ASSR Kirgisistan gegründet. Deren Flagge war seit dem 31. März 1937 das kommunistische rote Tuch, in dessen Obereck der Landesname (kirgisisch und russisch) in der Schriftart Serif angegeben war (kirgisisch bis 1940 QЬRƢЬZ SSR, danach КЫРГЫЗ ССР, und russisch КИРГИЗСКАЯ ССР). Am 22. Dezember 1952 wurde eine Version der sowjetischen Flagge eingeführt, die zusätzlich einen blau-eingefassten weißen Mittelstreifen aufwies: die blaue Farbe stand für das Volk der Kirgisen und die weiße für die schneebedeckten Berge des Landes. Auf der Vorderseite der Flagge fanden sich die Symbole Hammer, Sichel und Stern.
Es gibt unterschiedliche Berichte, ob zwischen dem Untergang der UdSSR 1991 und der Einführung der ab 1992 gültigen Flagge die Flagge der SSR ohne „Hammer-und-Sichel-Symbol“ sowie kommunistischen Stern oder mit diesen Symbolen verwendet wurde. Die erste offizielle Flagge nach der Unabhängigkeit von der Sowjetunion wurde am 3. März 1992 angenommen.
Auf dem Ala-Too-Platz in Bischkek steht ein Flaggenmast, der von zwei Nationalgardisten bewacht wird.
Im Dezember 2023 stimmte das kirgisische Parlament mit 59:5 Stimmen für die Verabschiedung eines Gesetzes zur Änderung der Nationalflagge. Nach dem Vorschlag sollten die wellenförmigen Sonnenstrahlen auf der Flagge geglättet werden, da dieses Motiv einer Sonnenblume ähnle. Diese symbolisiert in der kirgisischen Kultur „eine wankelmütige und unterwürfige Person, die bereit ist, ihre Loyalität für den persönlichen Vorteil einzutauschen“. Außerdem wurde bei der stilisierten Abbildung einer Jurte im Zentrum in beiden Richtungen jeweils ein vierter Streifen hinzugefügt. Am 22. Dezember 2023 unterzeichnete Präsident Sadyr Dschaparow das Gesetz, das am 26. Dezember 2023 offiziell veröffentlicht wurde und gleichentags in Kraft trat.

Flagge der Kirgisischen SSR (1952–1992)
Flagge Kirgisistans (1992–2023)
Flagge Kirgisistans (seit 2023)